# مایا چیبوردانیدزه
مایا چیبوردانیدزه (گرجی: მაია ჩიბურდანიძე؛ زادهٔ ۱۷ ژانویهٔ ۱۹۶۱) استادبزرگ شطرنج گرجستانی است.
او در کوتائیسی، جمهوری گرجستان، شوروی به دنیا آمد و از هشت سالگی شروع به بازی شطرنج کرد. در ۱۹۷۶ میلادی قهرمان دختران شوروی شد و یک سال بعد این عنوان را در مسابقات قهرمانی شطرنج زنان شوروی به دست آورد. در سال ۱۹۷۷ عنوان استادبزرگ زنان از طرف فیده به او داده شد.
او در اولین حضور خود در مسابقات بین‌المللی زنان براشوو در سال ۱۹۷۴، درحالی که ۱۳ سال داشت، برنده شد و در مسابقات قهرمانی دیگری در تفلیس در ۱۹۷۵ میلادی پیروز شد.
او هفتمین قهرمان شطرنج زنان جهان است و جوانترین آنها تا سال ۲۰۱۰، هنگامی که این رکورد بوسیله هو ییفان شکسته شد.
او تنها شطرنج‌باز در تاریخ است که نه بار برنده المپیاد شطرنج شده است.